# Bascons
Bascons ist eine französische Gemeinde mit 868 Einwohnern (Stand 1. Januar 2022) im Département Landes in der Region Nouvelle-Aquitaine (vor 2016: Aquitanien). Sie gehört zum Arrondissement Mont-de-Marsan und zum Kanton Adour Armagnac.
Der Name in der gascognischen Sprache lautet ebenfalls Bascons. Er ist eine Lautverschiebung des Wortes Vascons, eine Bezeichnung der Basken, die das Gebiet nördlich der Pyrenäen im Frühmittelalter kolonisierten.
Die Einwohner werden Basconnais und Basconnaises genannt.

## Geographie

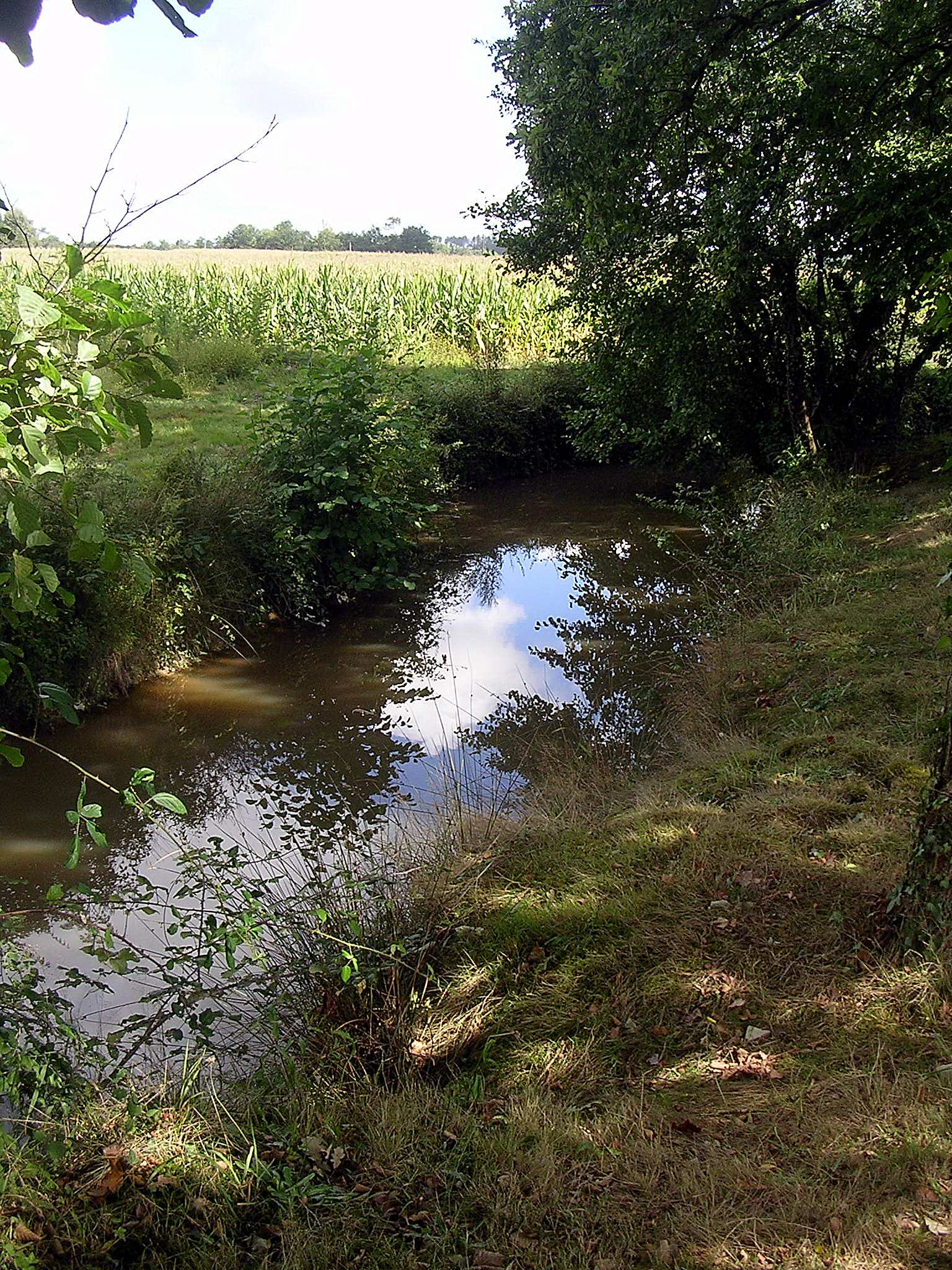
Ruisseau des Longs bei Bascons

Bascons liegt ca. zehn Kilometer südöstlich von Mont-de-Marsan im Landstrich Pays de Marsan der historischen Provinz Gascogne am südöstlichen Rand des Départements.
Umgeben wird Bascons von den Nachbargemeinden:
| Mazerolles              | Laglorieuse                                 | Artassenx |
| Bretagne-de-Marsan      | Kompassrose, die auf Nachbargemeinden zeigt | Maurrin   |
| Saint-Maurice-sur-Adour | Grenade-sur-l’Adour                         |           |

Bascons liegt im Einzugsgebiet des Flusses Adour. Einer seiner Nebenflüsse, der Ruisseau du Bos, hier auch Ruisseau des Longs genannt, durchquert das Gebiet der Gemeinde. Der Ruisseau de Caillaou, ein Nebenfluss des Ruisseau de Courdaoute, entspringt in Bascons.

## Geschichte

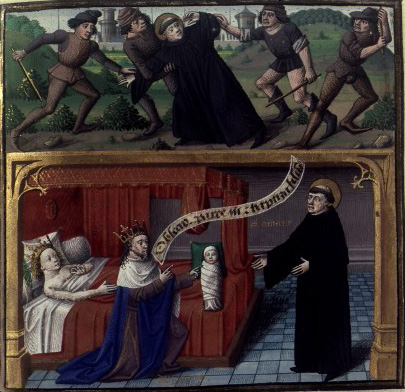
Dagobert I. und der heilige Amand

Der heilige Amand von Maastricht (575–676) hat das Dorf maßgeblich geprägt. Nach seiner Verbannung durch den fränkischen König Dagobert I. ging er nach Aquitanien, um die Basken zu missionieren. Der Überlieferung nach soll er Konvertiten am Brunnen in Bascons getauft haben. Außerdem hat er eine Kapelle in Bascons eingeweiht und vermutlich einen Konvent der Benediktiner, der später von den Normannen zerstört wurde. Im Mittelalter war Bascons Sitz des Cour dels Sers, des Gerichtshofs der Vicomté von Marsan. Die Burg von Bascons wurde 1310 von der Vicomtesse Constanze an ihre Schwester Marguerite de Béarn vererbt. Während der englischen Besetzung hielt sich Edward of Woodstock, bekannt auch unter seinem Beinamen „Der Schwarze Prinz“, für eine längere Zeit in Bascons auf. 1460 wurde die Vicomté von Marsan Teil des Béarn. Das Dorf litt unter den Folgen der Hugenottenkriege im 16. Jahrhundert, denn 1569 wurde die Kirche in Brand gesteckt. Ebenso hatte im 17. Jahrhundert die Fronde ihre Auswirkungen. Die Sénéchaussée von Marsan schlug sich auf die Seite der Prinzen und Bascons beherbergte die Truppen des Chevalier d’Aubeterre.

### Einwohnerentwicklung
Im 18. Jahrhundert zählte Bascons noch 3000 Einwohner. Die Einwohnerzahl zeigte in der ersten Hälfte des 19. Jahrhunderts einen Höchststand von 1150. In der Folgezeit sank die Größe der Gemeinde bis zu den 1940er Jahren auf rund 535, bevor eine Wachstumsphase bis nach der Jahrtausendwende einsetzte, die die Größe der Gemeinde auf zuletzt rund 940 Einwohner hob. Seitdem zeigt die Zahl der Einwohner wieder eine rückläufige Tendenz.
| Jahr      | 1962 | 1968 | 1975 | 1982 | 1990 | 1999 | 2010 | 2021 |
| --------- | ---- | ---- | ---- | ---- | ---- | ---- | ---- | ---- |
| Einwohner | 594  | 620  | 608  | 673  | 823  | 867  | 912  | 856  |

## Gemeindepartnerschaft
Bascons unterhält seit 1993 eine Partnerschaft mit Bartenheim im Département Haut-Rhin in der Region Grand Est (bis 2015 Elsass).
Am 1. September 1939, am Tag des Überfalls auf Polen durch deutsche Streitkräfte erhielten die Einwohner von Bartenheim die Weisung zur Evakuierung. Nach mehreren Tagen sind die Bartenheimer in Bascons angekommen, wo sie herzlich empfangen wurden. Sie blieben bis September 1940, bevor sie wieder in ihr Dorf zurückkehrten.

## Kultur und Sehenswürdigkeiten

### Museen

#### Museum desCourse Landaise

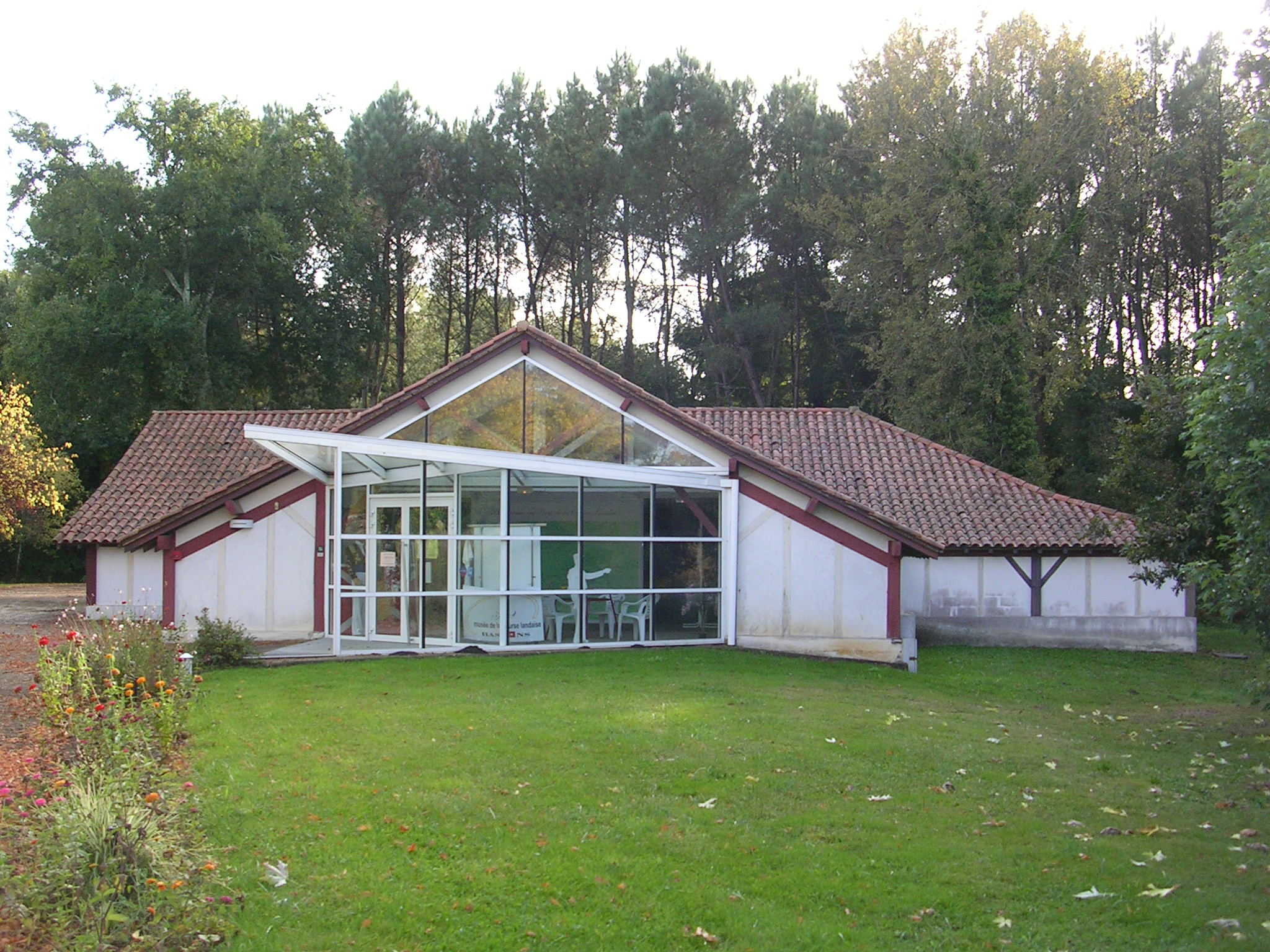
Museum des Course Landaise

Der Course Landaise ist ein traditionelles, unblutiges Spiel mit wilden Stieren. Bascons ist die einzige Gemeinde in den Landes mit gleich zwei Arenen, in denen das Spiel ausgetragen wird, jedes Jahr zu Christi Himmelfahrt, am 22. Juli, dem Gedenktag der heiligen Maria Magdalena, und am 15. August, dem Fest der Mariä Himmelfahrt. Informationstafeln, Videos und Exponaten dienen dem Besucher zum Kennenlernen der Geschichte und Kultur des traditionellen Sports. Die letzten Umbauten im Jahre 2004 umfassten vor allem die Einrichtung eines Vorführungsraums und einer Fläche für temporäre Ausstellungen. Das Museum ist von April bis Oktober geöffnet.

### Bauwerke

#### PfarrkircheSaint-Amand

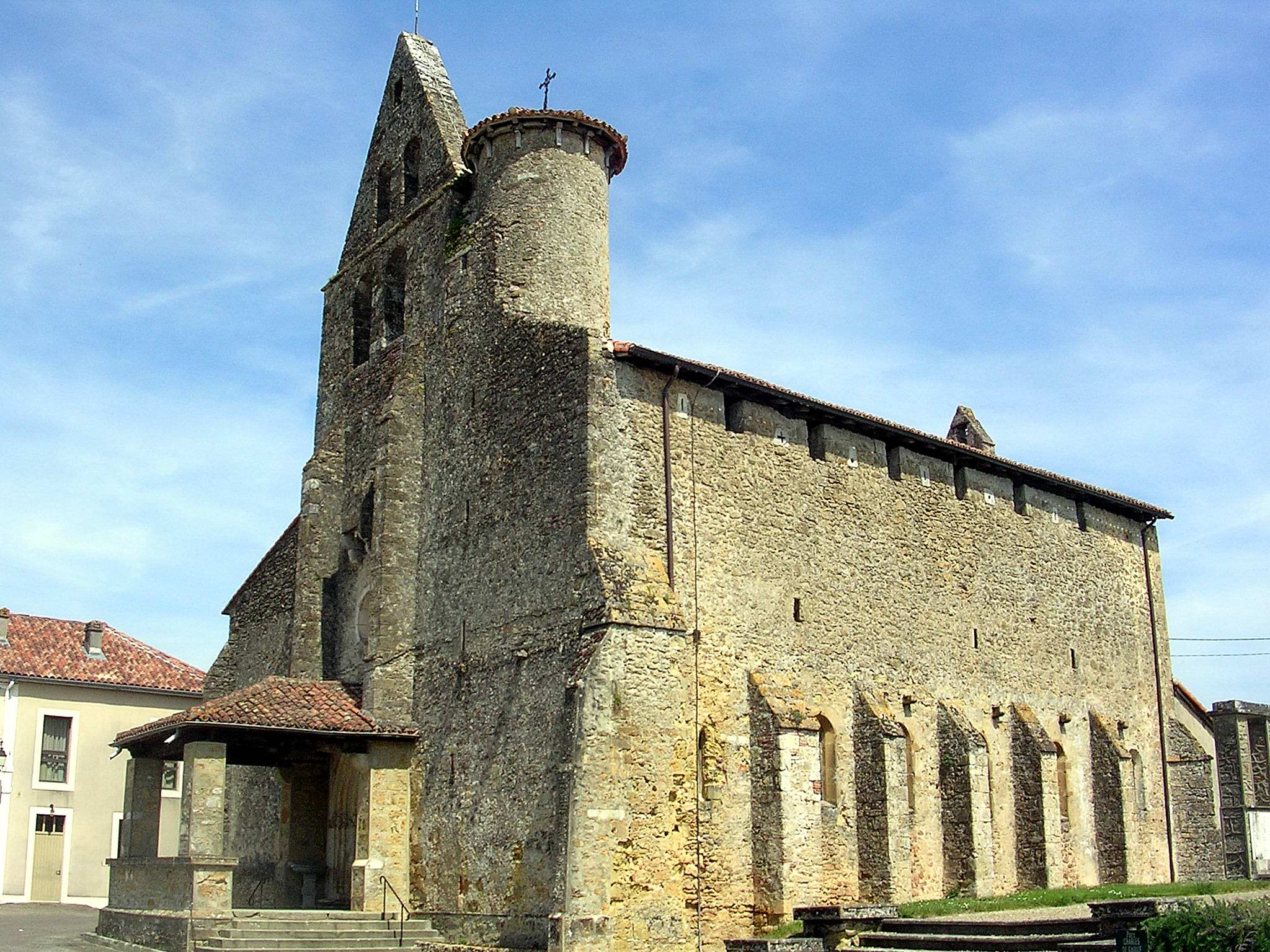
Pfarrkirche Saint-Amand

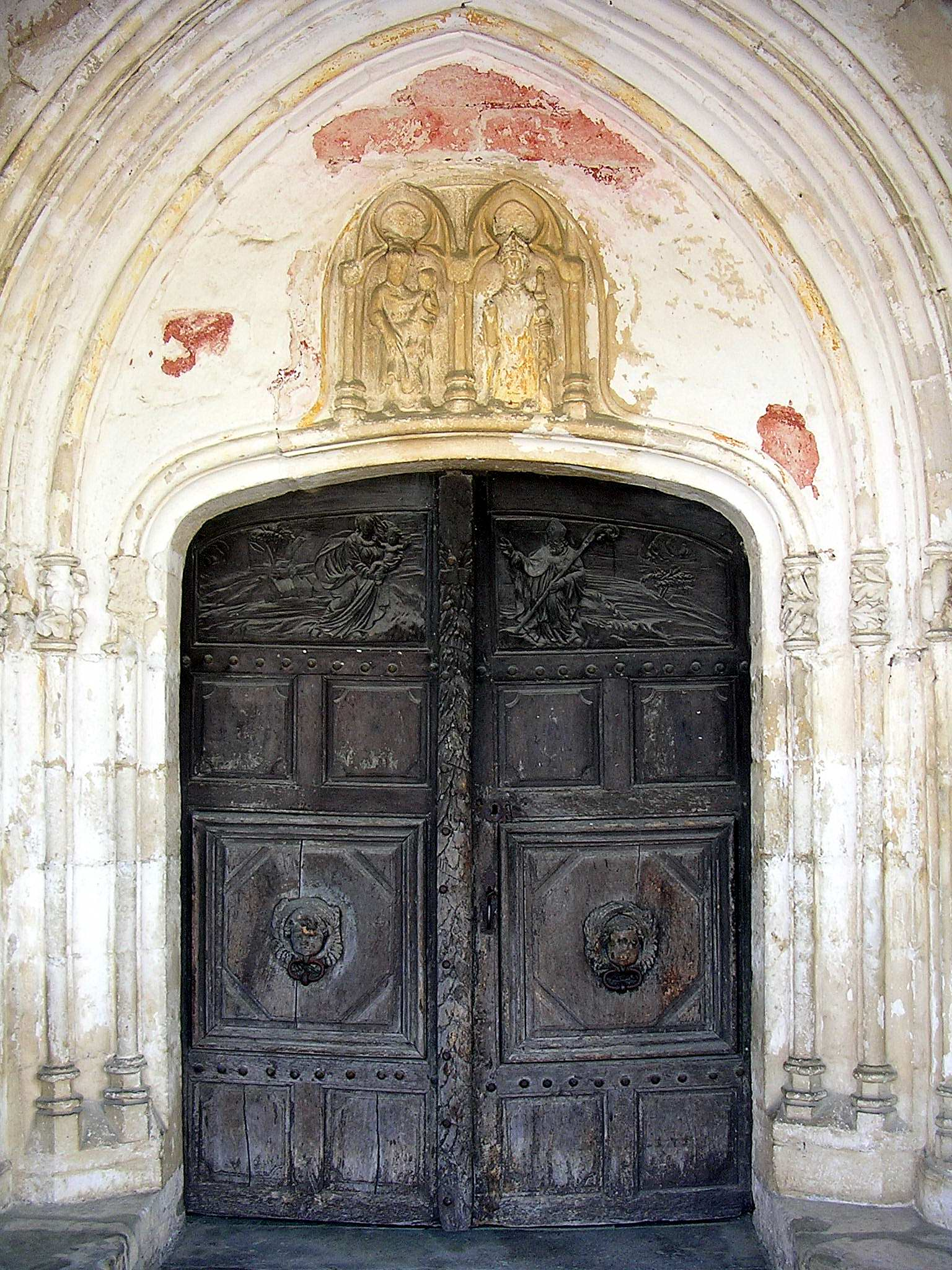
Eingangsportal

Sie ist dem heiligen Amand von Maastricht geweiht. Das Gebäude war ursprünglich eine mittelalterliche Burg. Nachdem sie 1569 in Brand gesteckt worden war, wurde sie am Ende des 16. Jahrhunderts im gotischen Stil wieder aufgebaut. Ein Stein, der in die nördliche Außenwand eingelassen ist, trägt die Jahreszahl „1601“. Der Neubau wurde aber wahrscheinlich erst im Jahr 1626 abgeschlossen, wie eine entsprechende Jahreszahl auf einem Schlussstein belegen kann. Im gleichen Zeitraum wurde auch das Seitenschiff auf der Nordseite angefügt. Im Westen wird der Glockengiebel mit fünf Bögen für die Glocken von 1818 und zwei stützenden Strebepfeilern von einer Tourelle flankiert. Die Kirche zeigt noch Elemente defensiven Charakters mit einem Wehrgang unterhalb des Dachs, Reste von Schießscharten für Bogenschützen und Feldschlangen sowie Gusserkern oberhalb der Apsis und des Eingangsportals.
Das Portal mit Archivolten besitzt ein gotisches Tympanon aus dem 16. Jahrhundert. Es zeigt im Relief Maria mit Jesuskind begleitet vom Schutzpatron der Kirche, dem heiligen Amand. Zwei der ansonsten mit Blattwerk verzierten Kapitelle im Gewände der rechten Seite fallen aus dem Rahmen. Auf einem sind zwei Schweine zu erkennen, auf dem anderen ein Dudelsackpfeifer. Diese sehr anschauliche Ikonografie symbolisiert den Tanz, der für die Wollust verantwortlich sein soll, eine der sieben Todsünden der katholischen Kirche. Die zwei Türflügel des Portals sind 1676 entstanden und sind das Werk des Künstlers Lalande aus Mont-de-Marsan. Sie greifen das Motiv des Tympanons auf und folgen einer Ikonografie, die von der Gegenreformation bestimmt ist. Ihr Zweck war es, den Glauben der Gemeindemitglieder wiederzubeleben, der durch die Hugenottenkriege erschüttert worden war. Auf dem linken Flügel wird Maria mit Jesuskind, auf dem rechten der heilige Amand in einem Flachrelief dargestellt. Beide scheinen durch eine stürmisch verzerrte Landschaft zu wandeln. Amand trägt die Mitra eines Bischofs, hält einen Krummstab in seiner linken Hand und hebt die rechte zum Zeichen der Segnung.
Das Kircheninnere ist reich verziert mit zahlreichen Statuen von Heiligen und Aposteln, drei Altarretabeln und Schlusssteinen mit verschiedenen Motiven. Die meisten Elemente datieren aus dem 17. Jahrhundert. Das Hauptschiff misst 18,50 m in der Länge, 7 m in der Breite und 9,50 m in der Höhe. Es wird überragt von einem vierteiligen Kreuzrippengewölbe. Im 19. Jahrhundert wurde die Kirche auch zur Segnung des Öls, genannt Saint-Louis, besucht, das bekannt für seine Wirkung gegen Zahnentzündung gewesen sein soll. Jedes Jahr am 15. August findet eine Wallfahrt zur Pfarrkirche statt.
Das Retabel des Hauptaltars ist im 17. Jahrhundert als Ersatz für die zerstörte frühere Schauwand aufgestellt worden. In der Mitte belegt eine Statue mit dem gekreuzigten Christus den Platz, den früher ein Gemälde eingenommen hatte, das heute verschwunden ist. Ebenso sind der Altar und der Tabernakel durch neuere Werke ersetzt worden. Köpfe von Cherubinen ruhen auf vier reich verzierten Schlangensäulen, die zwei Statuen einrahmen. Diese tragen die Attribute eines Bischofs, Mitra und Krummstab. Es scheint, als würden die Statuen beide den Schutzpatron der Kirche repräsentieren. Oberhalb des Frieses befindet sich eine Struktur aus Holz mit einem Gemälde, das die Dreifaltigkeit illustriert. Zwei Karyatiden, die Vasen mit angedeuteten Flammen auf ihren Köpfen tragen, rahmen das Gemälde ein.
Im nördlichen Seitenschiff befindet sich das Retabel, das ursprünglich dem heiligen Josef gewidmet war, heute aber der Margareta Maria Alacoque geweiht ist. Seine Dekoration mit Schlangensäulen, mit schwarzem und weißem Stuck versehenen Verzierungen und den Nischen, von Cherubinen überragt, bringt seinen barocken Stil zum Ausdruck, der im Südwesten Frankreichs im 17. Jahrhundert weit verbreitet war. Das Gemälde in der Mitte erzählt von der Erscheinung des Herzens Jesu bei Margareta Maria Alacoque. Auf den Seiten stehen Statuen der Heiligen Joachim und Elisabet, die beide im Jahr 1717 aus bemaltem Holz entstanden sind. Die Ausarbeitung von Gesicht und Händen, der Gebrauch von leuchtenden Farben und die Details des Mantels von Joachim verraten einen spanischen Kunststil, der seit dem 18. Jahrhundert diesseits der Pyrenäen sehr geschätzt wird. Auch bei diesem Retabel wurden der ursprüngliche Altar und der ursprüngliche Tabernakel ersetzt.
Im nördlichen Seitenschiff wird ein kleiner Altar von einer Nische überragt, in der eine Christusstatue aus polychromem Holz steht. Sie datiert aus dem 17. Jahrhundert und illustriert die Szene „Christus an der Geißelsäule“. Der Giebel oberhalb der Nische trägt die Inschrift Ecce homo cujus livore sanati sumus (deutsch Siehe, der Mensch, dessen Wunden uns geheilt haben), die teilweise auf einer Pergamentrolle und teilweise auf einer Draperie verteilt ist, die von zwei Engeln gehalten werden. Das Werk wird von einer zweiten Statue aus dem 17. Jahrhundert begleitet, die ebenfalls in einer Nische steht und die heilige Anna darstellt, wie sie Maria das Lesen lehrt.
Auf dem ersten Pfeiler des nördlichen Seitenschiffs zeigt ein Gemälde den Schutzpatron der Kirche mit einer Mitra und einem Krummstab. Er segnet einen Brunnen, der ihm gewidmet ist, und im Hintergrund eine Landschaft, aus der die Pfarrkirche emporragt. Das Werk ist Teil einer Sammlung von acht Gemälden, die unter den Arkaden verteilt sind, die das Seitenschiff zum Langhaus öffnen.
Die Pfarrkirche ist seit dem 23. September 1970, die meisten Ausstattungsgegenstände seit dem 1. September 1986 oder dem 11. Dezember 1989 als Monument historique klassifiziert.

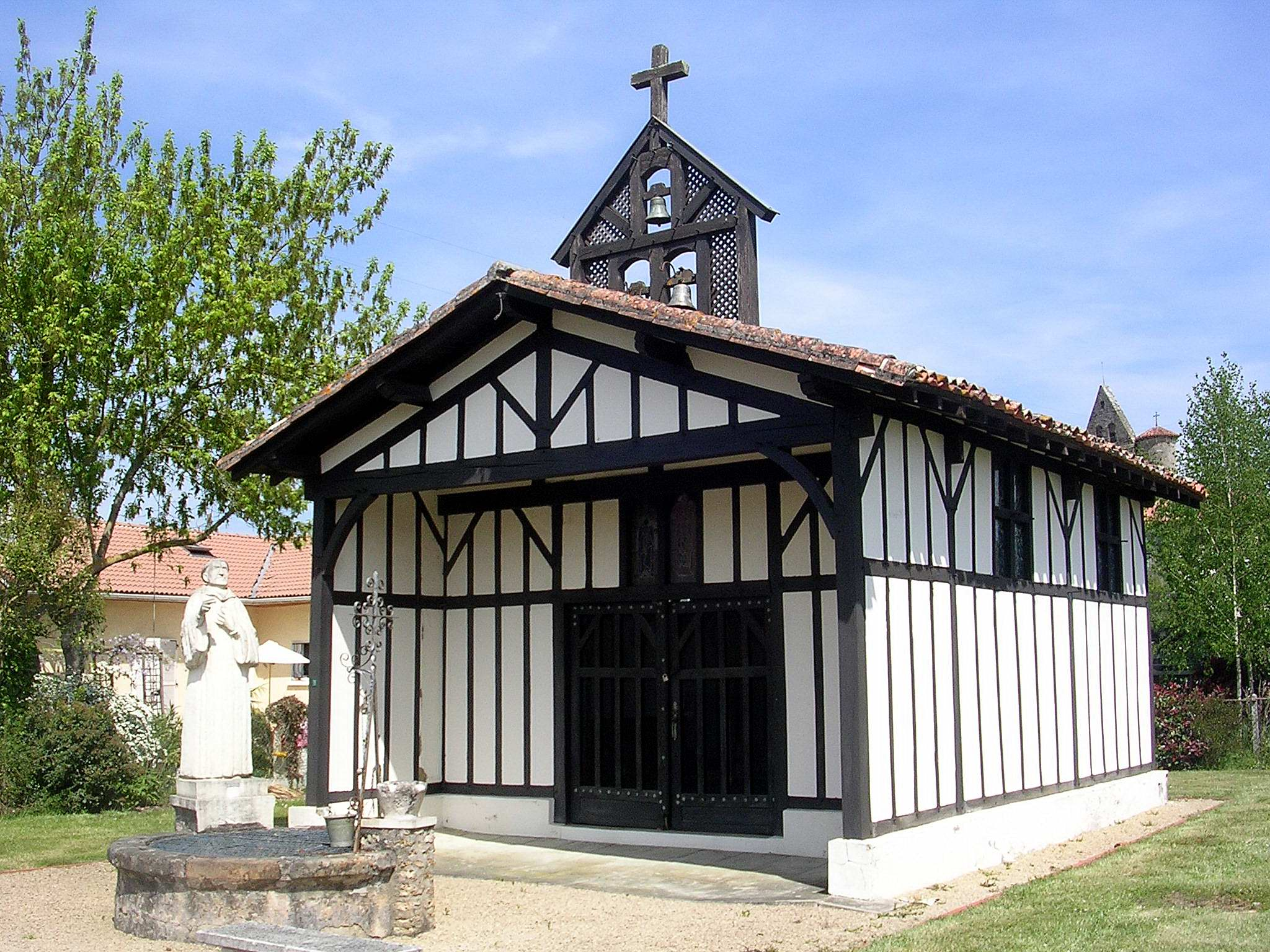
Kapelle Saint-Amand

#### KapelleSaint-Amand
Westlich der Pfarrkirche steht eine kleine Kapelle mit Fachwerk. Sie ist 1946 errichtet und mit einem Dachreiter versehen. Vor der Kapelle befindet sich ein Brunnen, dessen Wasser heilende Wirkungen zugesprochen werden. Ursprünglich kamen die Kranken nach Bascons in der Hoffnung, ihre Rachitis kurieren zu können. Heute werden die Kinder mitgebracht, die an Ekzemen oder anderen Hautkrankheiten leiden. Besonders anlässlich des lokalen Festes kommen zahlreiche Bewohner des Landes, nehmen das Wasser in Gefäßen mit oder befeuchten Taschentücher, um sie auf ihr Gesicht oder das ihrer Kinder zu legen.

#### KapelleNotre-Dame-de-la-Course-Landaise

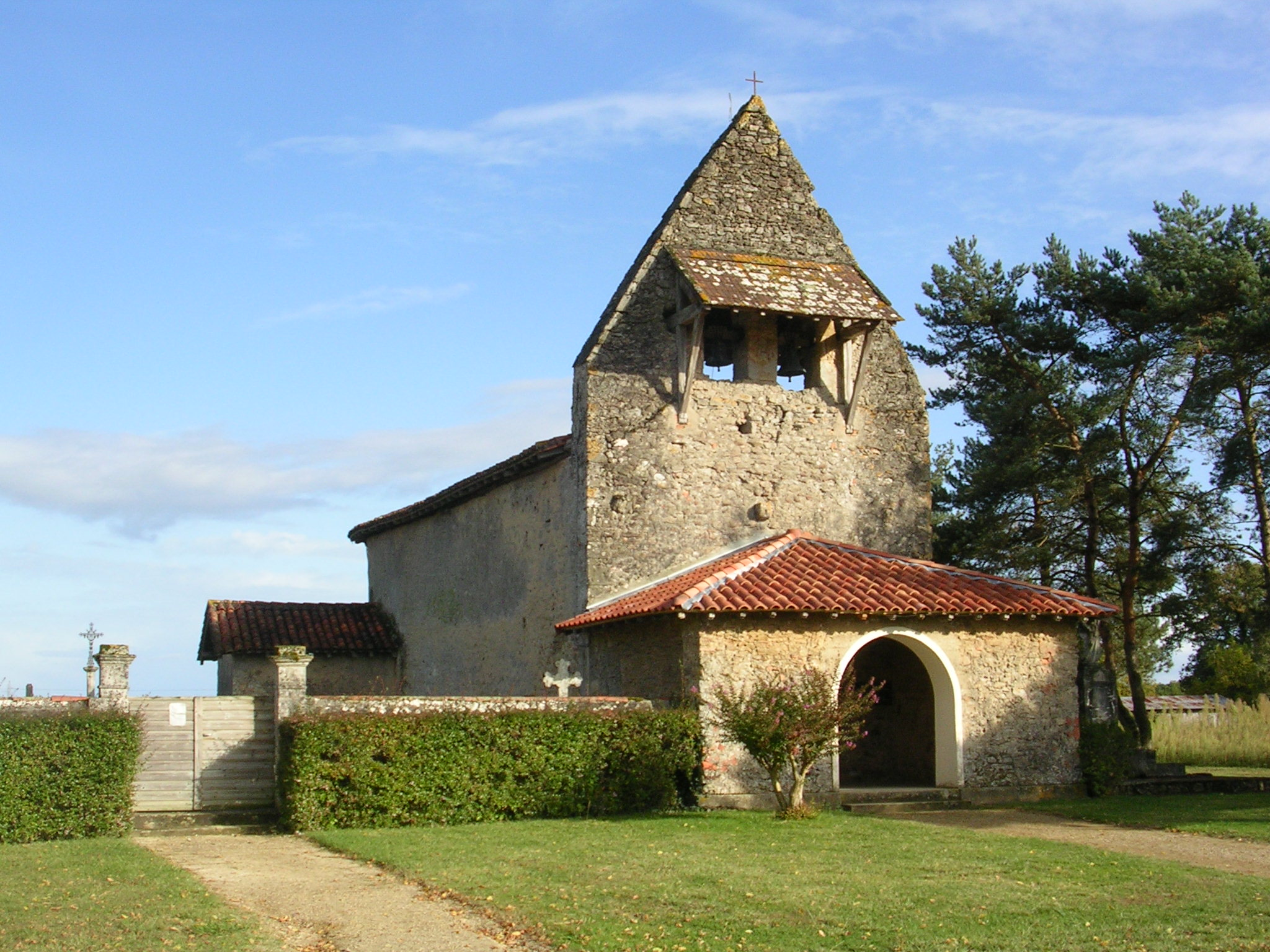
Kapelle Notre-Dame-de-la-Course-Landaise

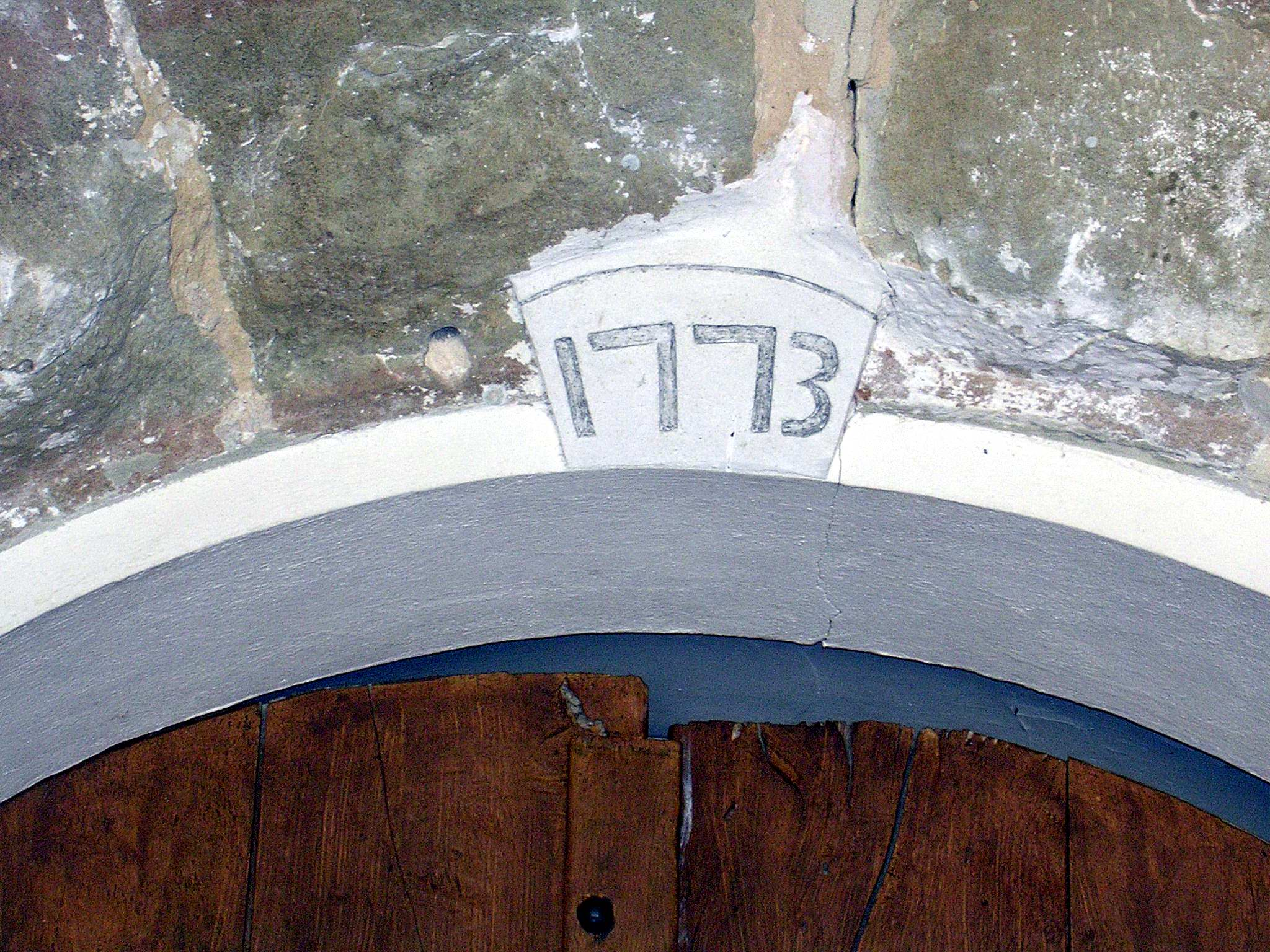
Jahreszahl auf dem Sturz des Eingangs

Sie ist der heiligen Maria gewidmet, um die Teilnehmer am Course Landaise zu schützen. Die Kapelle im Viertel Bostens nördlich des Zentrums der Gemeinde und unweit des Museums war bis 1970 der heiligen Maria Magdalena, Schutzpatronin der Pfarrgemeinde von Bostens, geweiht. Sie grenzt an einen Friedhof, an dem auch heute noch Mitglieder der alten Familien des Viertels bestattet werden. Die Jahreszahl „1773“ auf dem Sturz der Eingangstür weist auf das Datum ihrer Errichtung hin. In der zweiten Hälfte des 20. Jahrhunderts wurde die Kapelle restauriert und am 7. Mai 1970 mit ihrer neuen Widmung eingeweiht. Jedes Jahr zu Christi Himmelfahrt findet eine Wallfahrt der Teilnehmer des Course Landaise statt mit einem Gottesdienst und einer posthumen Würdigung einer maßgeblichen Persönlichkeit des Sports. Das Gebäude ist 18 m lang und 6 m breit mit einem geschlossenen, mit Ziegeln gedeckten Vorbau vor dem Eingang. Es besitzt einen kleinen dreieckigen Glockengiebel mit einem Kreuz an seiner Spitze, der durch zwei Öffnungen für die Glocken unterbrochen ist, die an beiden Seiten durch kleine Vordächer geschützt werden. Das Langhaus mit einem Hauptschiff wird durch eine halbrunde Apsis verlängert. An einer Wand des Langhauses hängt ein Ölgemälde aus dem 17. Jahrhundert, das Maria Magdalena zeigt, wie sie in einer Felsengrotte betet. An der hinteren Wand des Chors ist eine Statue der Schutzpatronin der Kapelle in der Darstellung der Pietà, die Maria mit Christus in ihren Armen zeigt, den man zuvor vom Kreuz genommen hat. Sie ist im Jahre 1970 aus polychromem Holz durch den spanischen Künstler Martin Gallesteguy nach einer Zeichnung von François Meyney, genannt Francel, entstanden. Rund um den Chor hängen Bilder der vier Evangelisten in leuchtenden Farben, die an ihren Evangelistensymbolen zu erkennen sind, Markus am Löwen, Johannes am Adler, Matthäus am geflügelten Menschen und Lukas am Stier. Die Restaurierung dieser Bilder wurde vom Künstler Blanc aus Nîmes im Département Gard durchgeführt, der im letzten Krieg als Flüchtling in Mont-de-Marsan lebte. Der Tisch des Altars ruht auf einer Skulptur aus Holz, die die Hörner von Kühen darstellt. Die drei Glasfenster mit leuchtenden Farben sind während der Restaurierung der Kapelle geschaffen. Zwei von ihnen beleuchten den Chor, eine davon illustriert die Szene der Weihnachtskrippe mit einer Kuh, die das Jesuskind beleckt, die andere zeigt Maria am Fuß des Kreuzes mit römischen Soldaten im Hintergrund. Das dritte Glasfenster ist in die Wand des Langhauses eingelassen und ist ein Anklang an den Stierkampf in den Landes mit einer Darstellung eines Sprungs. Eine weitere Referenz an den Sport bildet die Empore über dem Kirchenschiff. Eine kleine Wendeltreppe mit 13 Stufen führt zu drei Stufenrängen aus Holz, die an die Tribüne einer Arena erinnern.

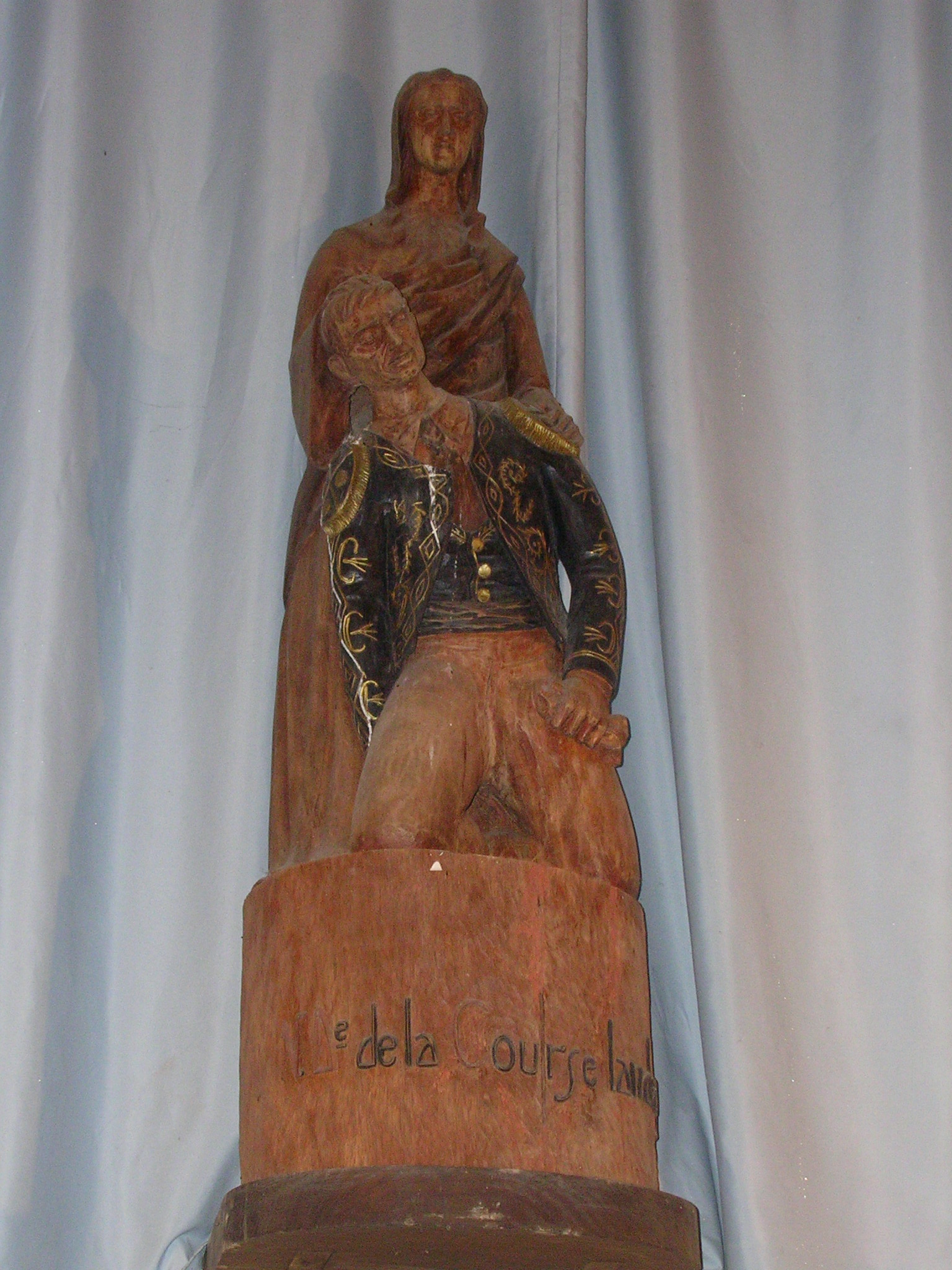
Pietà
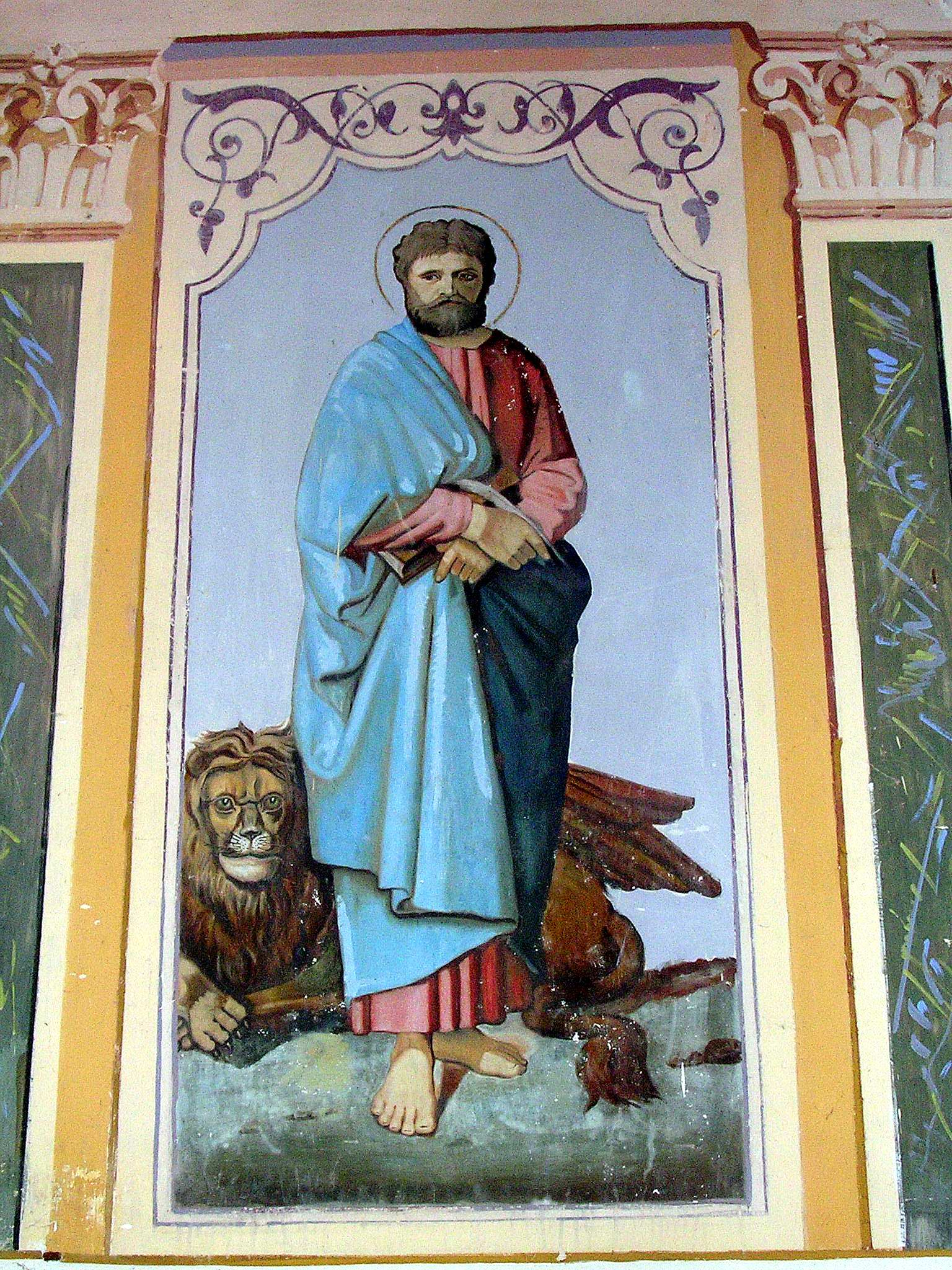
Evangelist Markus
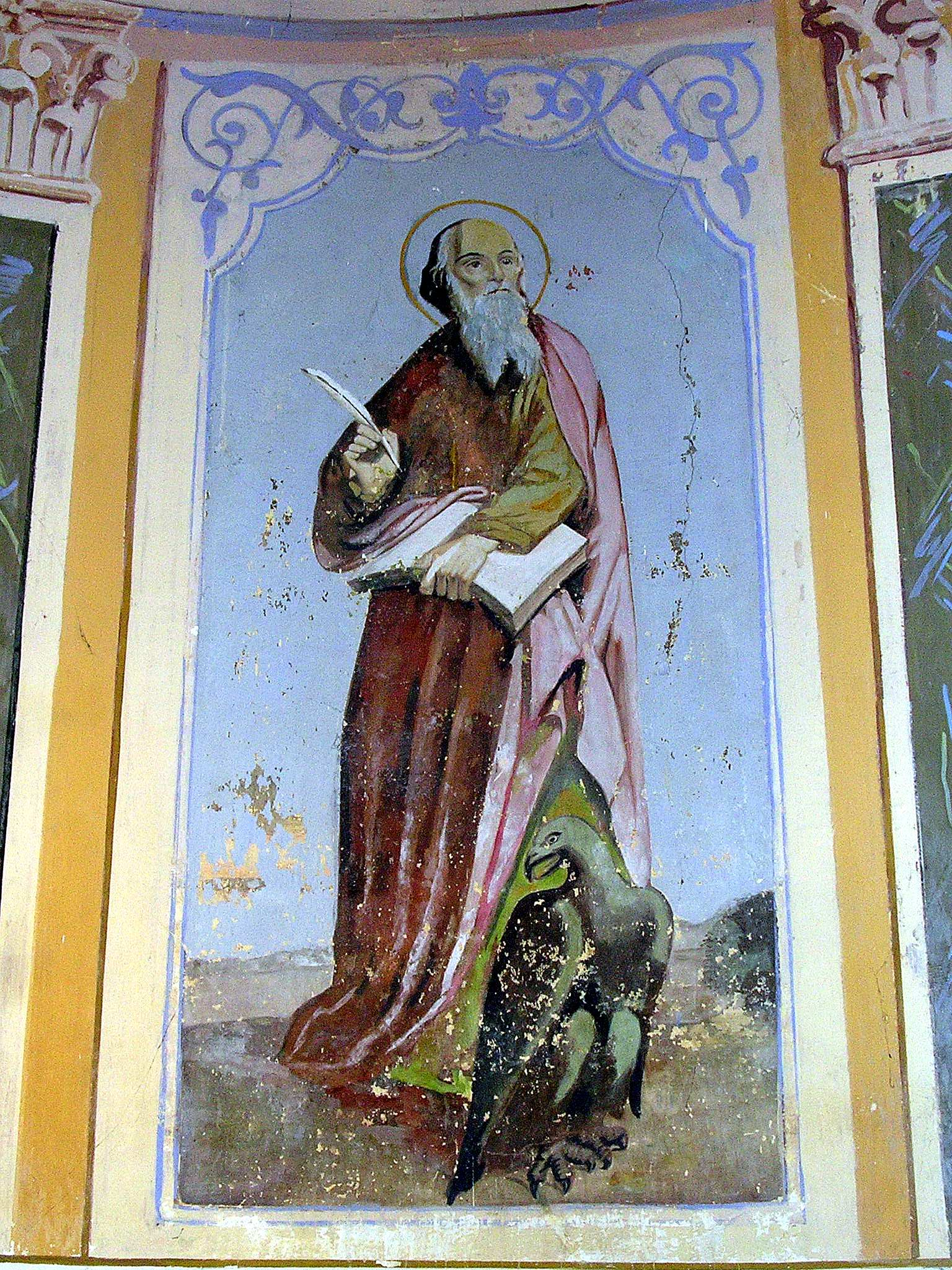
Evangelist Johannes
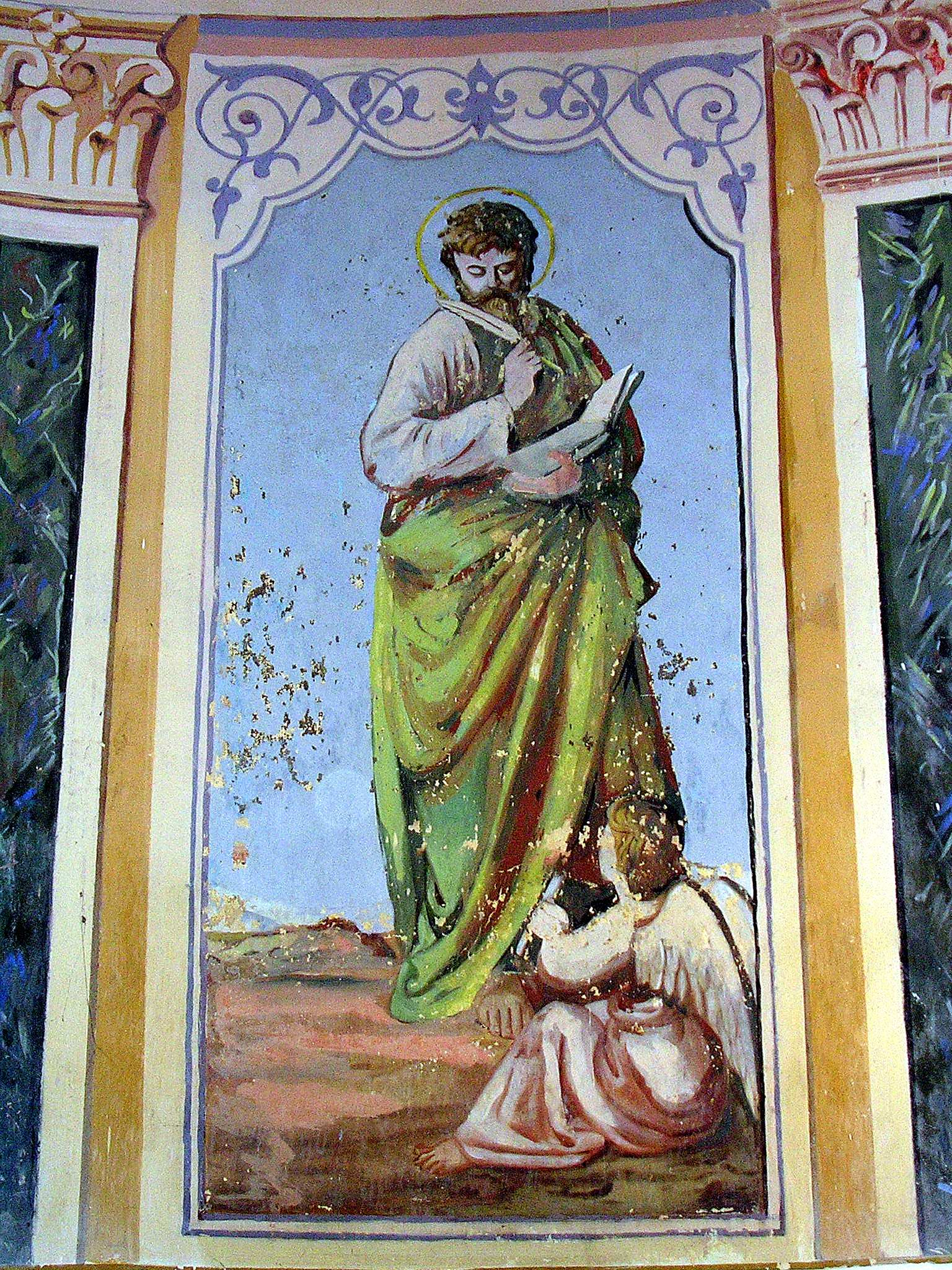
Evangelist Matthäus
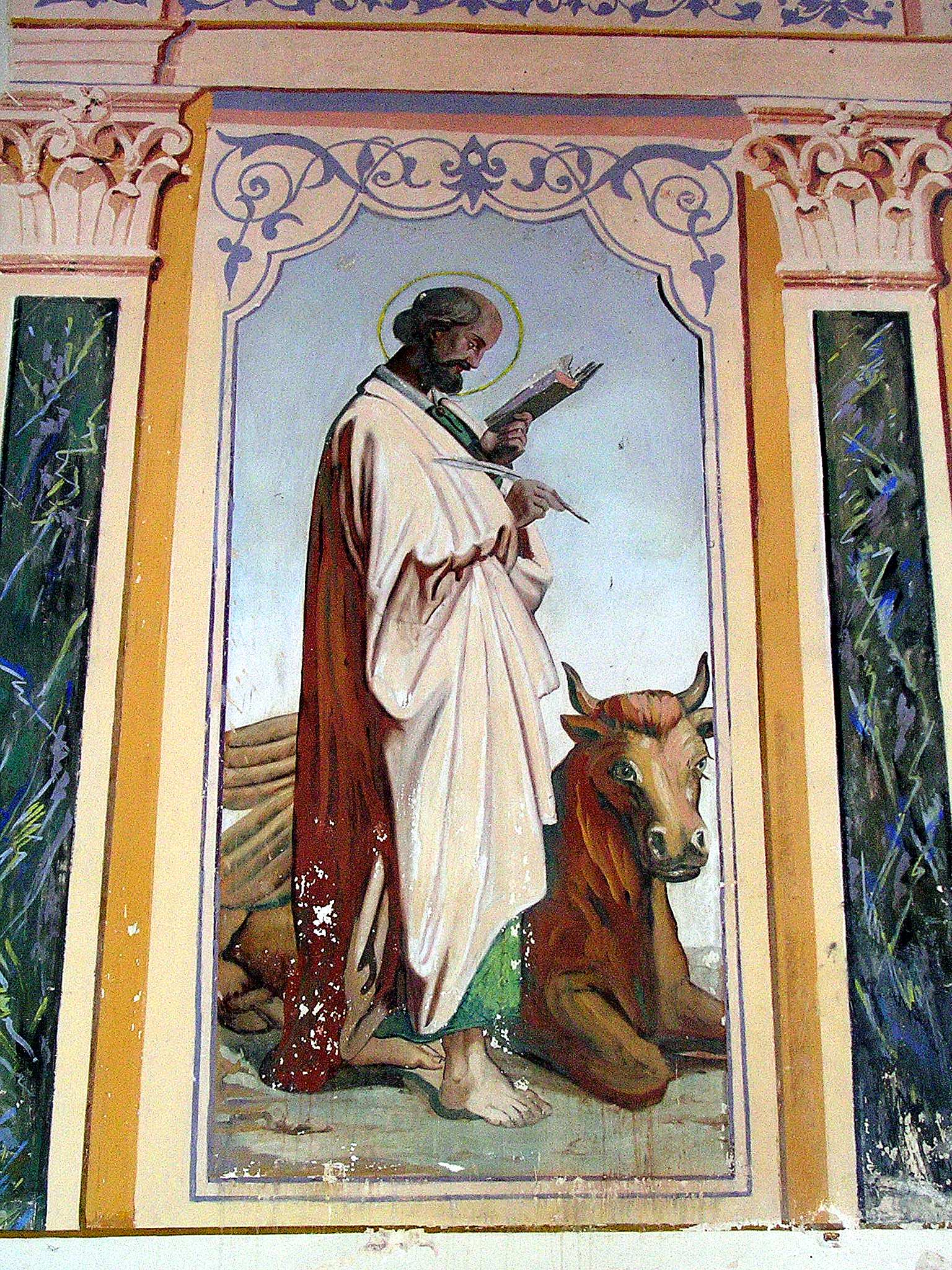
Evangelist Lukas
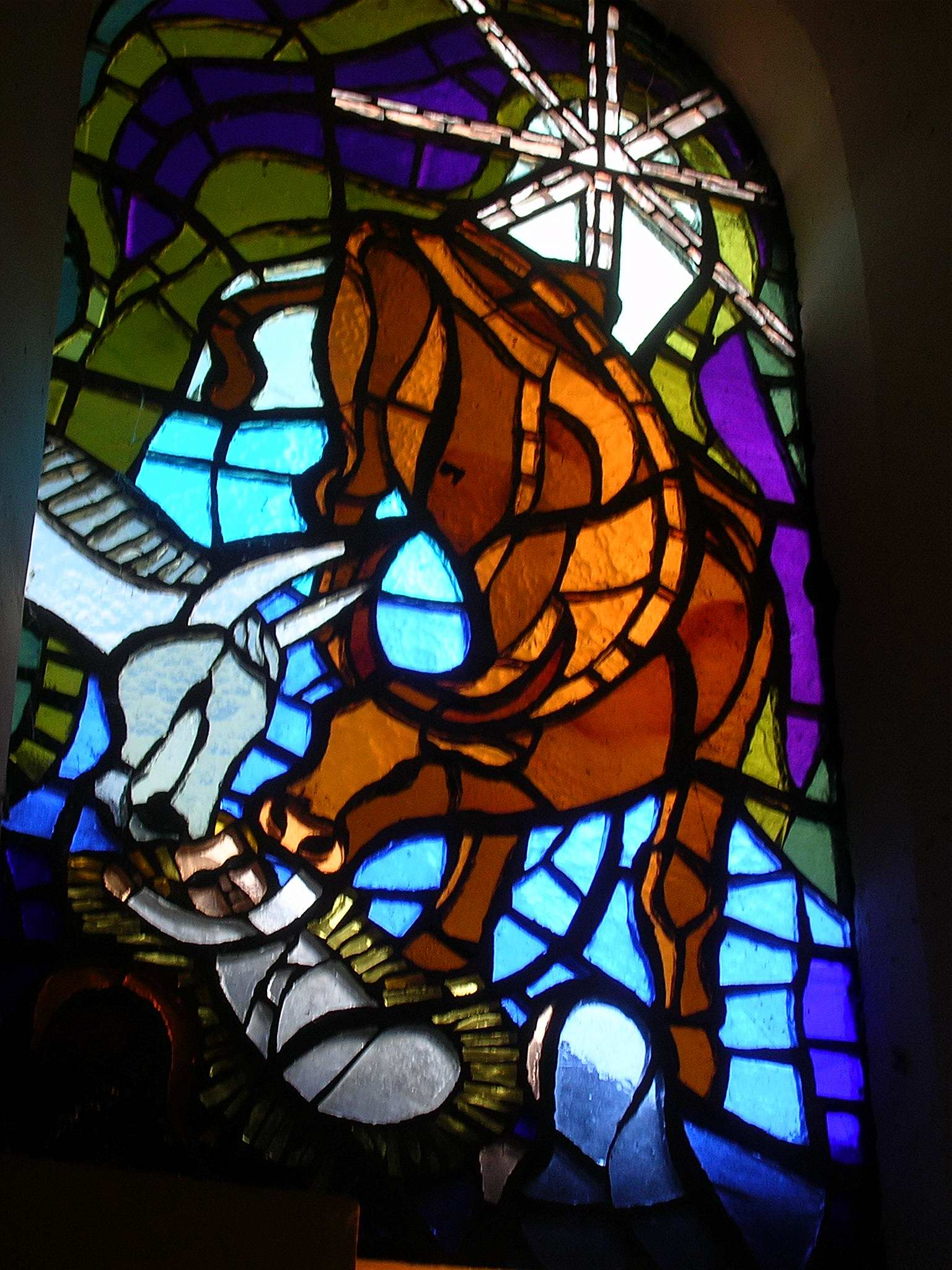
Glasfenster „Weihnachtskrippe“
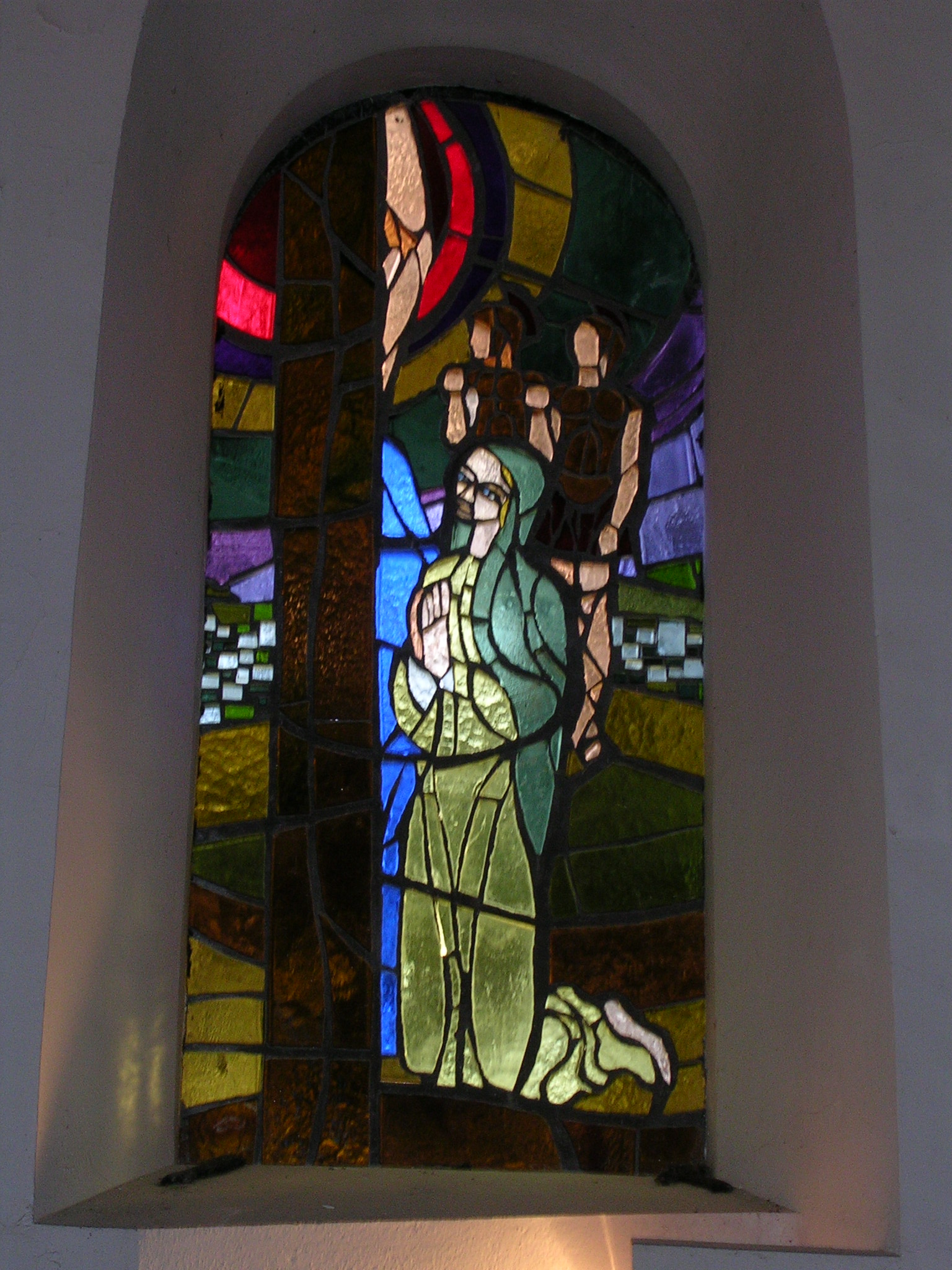
Glasfenster „Maria am Kreuz“
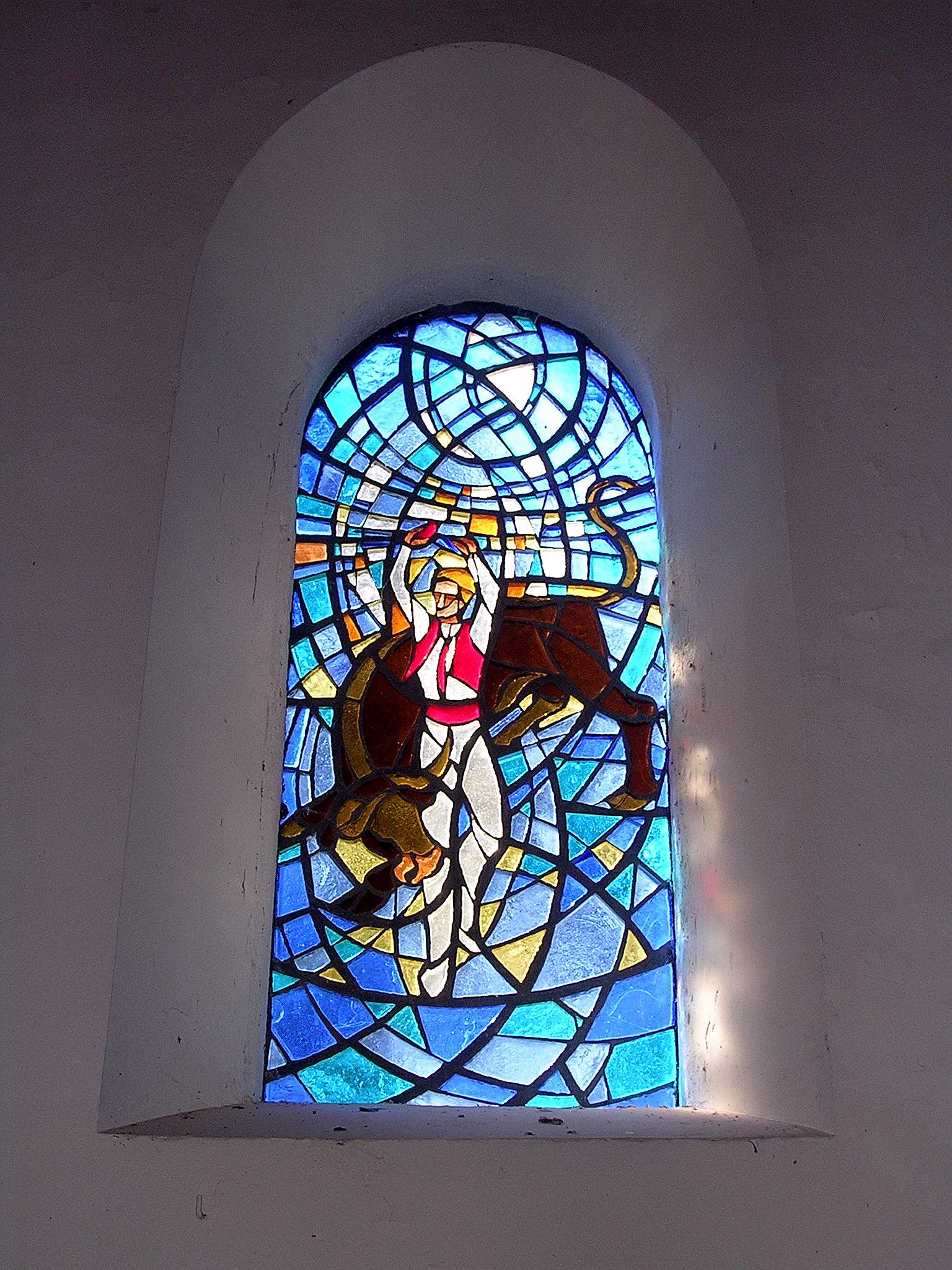
Glasfenster „Course Landaise“

#### Arena Jean de Lahourtique

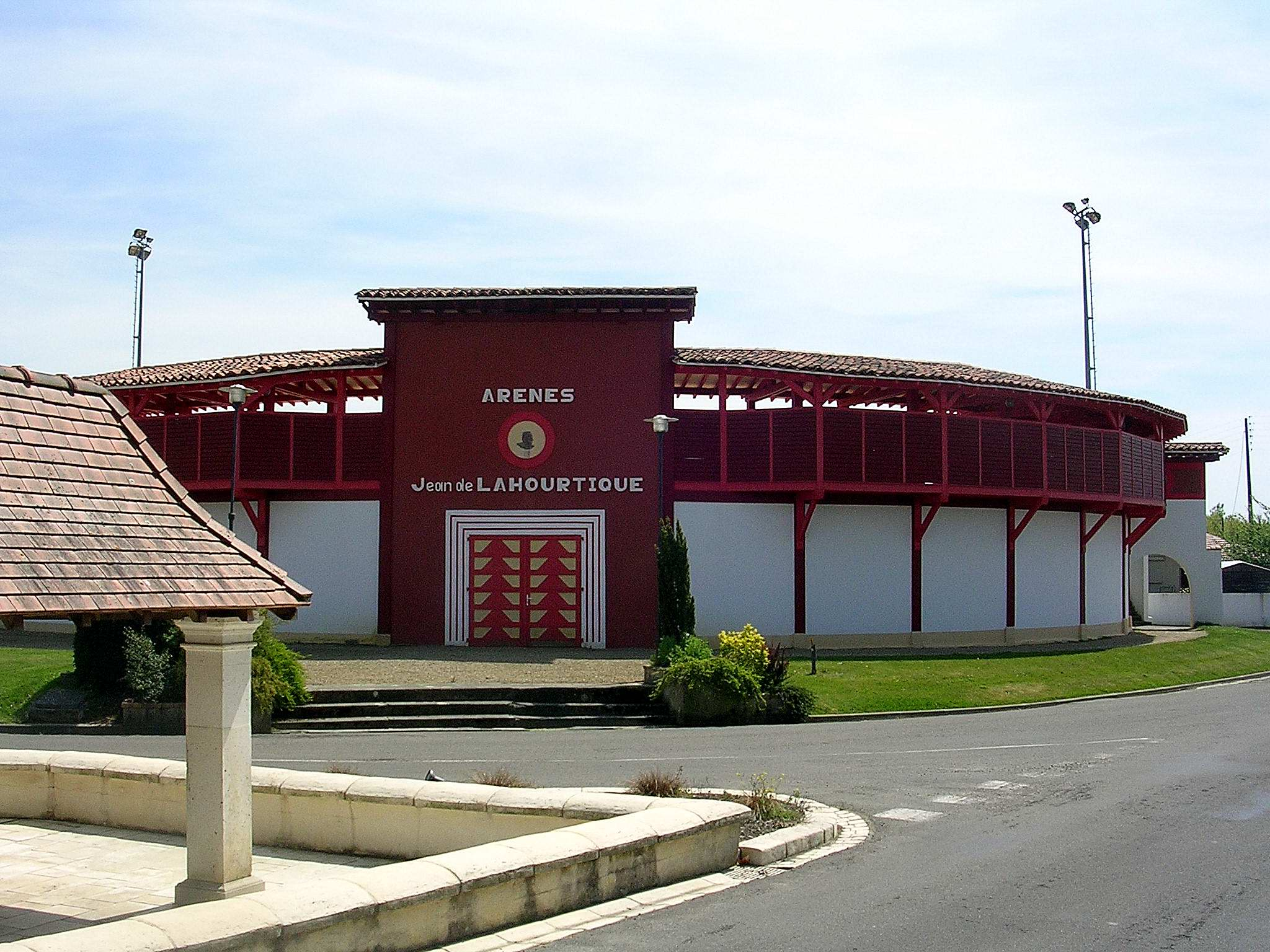
Arena Jean de Lahourtique

Sie trägt den Namen von Jean de Lahourtique, dessen richtiger Name Jean Diris war. Er diente als Friedensrichter in den Kantonen Amou und Hagetmau und war Berichterstatter und Chefredakteur der Zeitung „La course landaise“. Sein Porträt, ein Werk von Cel Le Gaucher, hängt über dem Eingang der Arena, die nach Plänen des Architekten Franck Bonnefous aus Mont-de-Marsan errichtet wurde als Ersatz für frühere Holzkonstruktionen, die auf dem Platz vor dem heutigen Frontón nach Bedarf aufgestellt worden waren. Am 15. August 1936 wurde die Arena eingeweiht. Sie entspricht der typischen Bauweise mit überdachten Tribünen oberhalb von Logen. 1971 wurden die nicht überdachten Sitzreihen mit Stahlbeton neu gebaut, 2004 verschönerten Restaurierungsarbeiten den oberen Teil der Hauptfassade mit einer Auskragung mit Holzschindeln. Die heutige Besucherkapazität beträgt 1200 Plätze, davon 380 überdacht. Das Feld misst 37 m × 25 m. Die Arena ist seit dem 25. April 2007 als Monument historique klassifiziert.

#### Arena im Viertel Bostens

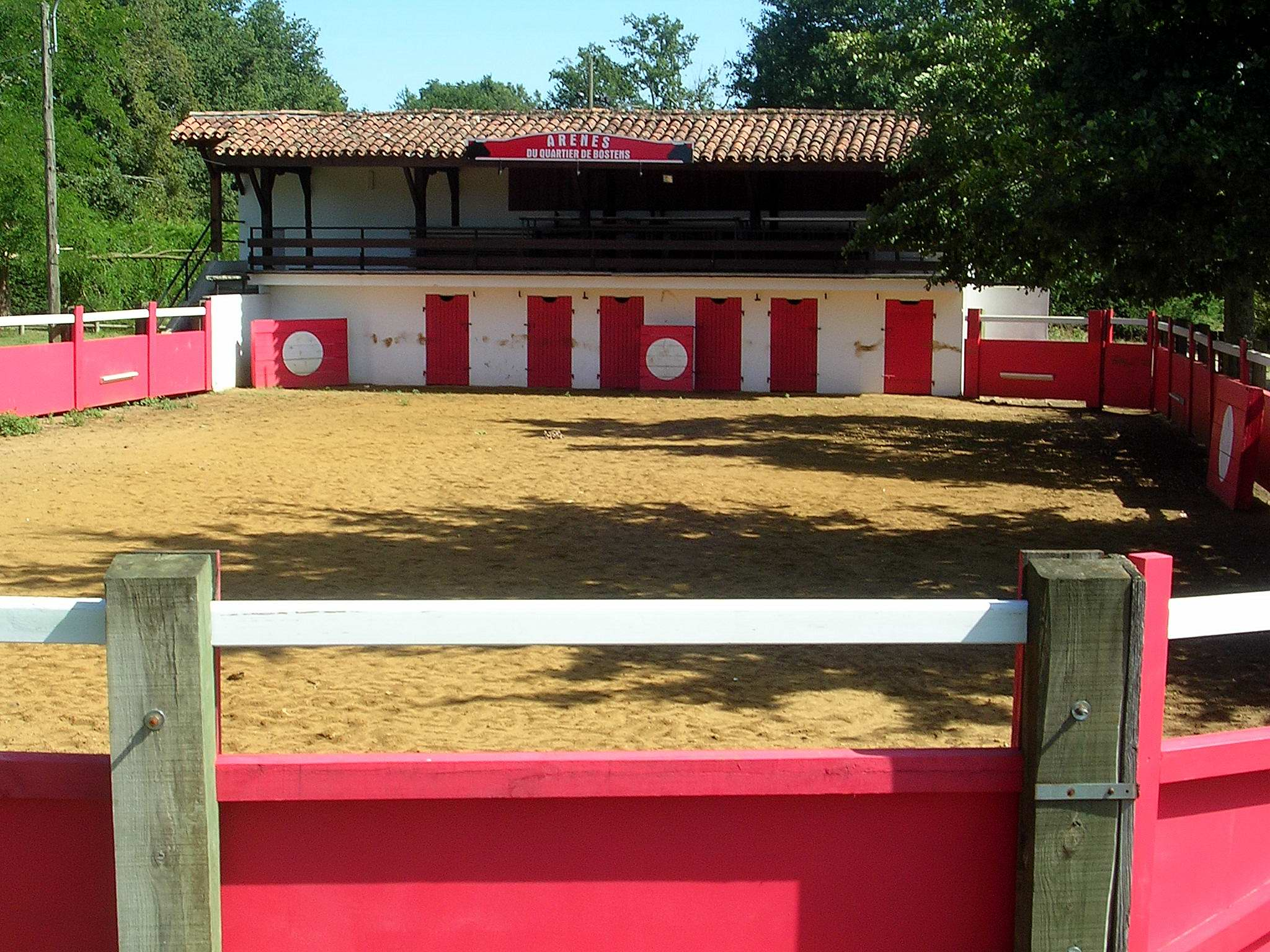
Arena im Viertel Bostens

Die Arema im Viertel Bostens ist älter und wesentlich kleiner als die Arena Jean de Lahourtique. Sie besitzt eine semipermanente Tribüne mit 80 Plätzen.

#### Ehrenmal für die Gefallenen desErsten Weltkriegs
Es befindet sich auf dem Kirchplatz vor der Nordseite der Pfarrkirche. Ein erstes Denkmal wurde bereits 1921 unweit der Kirche aufgestellt. Aber nach dem Zweiten Weltkrieg bat die Gemeinde Marcel Ganguillem, genannt Cel le Gaucher, ein neues Ehrenmal mit größeren regionalen Bezügen zu realisieren. Es wird bestimmt von einem Flachrelief, das die „Méninotte“ dargestellt, eine alte Frau aus dem Landes, wie sie untröstlich um ihre Kinder weint. Zwischen und neben den beiden Tafeln mit den Namen der im Ersten Weltkrieg gefallenen Soldaten der Gemeinde sind Poilus zu erkennen. Das Ehrenmal ist seit dem 21. Oktober 2014 als Monument historique klassifiziert.

## Wirtschaft und Infrastruktur
Handel und Dienstleistungen sind die wichtigsten Wirtschaftsfaktoren der Gemeinde.

### Bildung
Die Gemeinde verfügt über eine öffentliche Vor- und Grundschule mit 78 Schülerinnen und Schülern im Schuljahr 2017/2018.

### Sport und Freizeit
Ein Rundweg über eine Länge von 13,4 km führt vom Zentrum durch das Gebiet der Gemeinde, insbesondere am Viertel Bostens mit seiner Kapelle, seinem Museum und seiner Arena vorbei.

### Verkehr
Bascons wird durchquert von den Routes départementales 351 und 406.

## Persönlichkeiten
Der in Mont-de-Marsan geborene Marcel Canguilhem (1895–1949), genannt Cel le Gaucher, war Karikaturist, Werbegrafiker, Illustrator und Bildhauer. Im Ersten Weltkrieg verlor er seinen rechten Arm, so dass er für seine Arbeiten fortan nur noch die linke Hand benutzen konnte. Von dem Zeitpunkt an signierte er mit „Cel le Gaucher“ (deutsch Cel, der Linkshänder). Er war bei den Anhängern des Course Landaise bekannt und geschätzt. Eines seiner Werke, „L’écart d’Henri Meunier“, ist das Logo der Fédération Française de la Course Landaise. Die Verbindung mit Bascons ergab sich aus der Freundschaft mit dem damaligen Bürgermeister Raoul Laporterie und resultierte in die Schaffung mehrerer Werke, die in Bascons zu sehen sind:
- das Ehrenmal für die Gefallenen des Ersten Weltkriegs,
- Stelen von Vinzenz von Paul und dem Pfarrer Bordes (1880–1944), einem Kämpfer der der Résistance an der nördlichen Wand der Pfarrkirche,
- Flachreliefs mit den Bildnissen von Dr. Dupouy und Dr. Lataste, zwei ehemaligen Bürgermeistern von Bascons, am Eingang des Frontón,
- eine Büste des Künstlers selbst im Garten des Rathauses,
- das Porträt von Jean de Lahourtique über dem Eingang der Arena und
- Statuen der heiligen Maria und der heiligen Bernadette Soubirous an der Ecke zur Route du Bas-Armagnac.[43][44]